# Lou Nanne
Louis Nanne detto Lou (Sault Ste. Marie, 2 giugno 1941) è un ex hockeista su ghiaccio e dirigente sportivo canadese naturalizzato statunitense.

## Carriera
Trasferitosi dal Canada negli Stati Uniti per motivi di studio, nel 1967 ottenne la cittadinanza statunitense. Nel 1968 partecipò a Grenoble 1968 con la maglia a stelle e strisce, che chiuse il torneo al sesto posto. Tornerà in nazionale molti anni dopo, in occasione della Canada Cup 1976 e due edizioni del campionato del mondo (1976 e 1977).
Se si eccettuano alcune presenze nei farm team, giocò per tutta la carriera da professionista in NHL con la maglia dei Minnesota North Stars. 
Nell'ultima parte della stagione 1977-1978 appese i pattini al chiodo divenendo general manager della squadra e - ad interim - anche allenatore. Ricoprì il ruolo di general manager fino al 1988, quando si ritirò per motivi di salute, ed inoltre ricoprì il ruolo anche per la nazionale statunitense in occasione delle Canada Cup 1981 e 1984.

## Vita privata
La famiglia di Nanne è molto legata all'hockey su ghiaccio: il cugino Jerry Korab raccolse oltre 1000 presenze in NHL; il figlio Marty ebbe una breve carriera da giocatore, a cavallo tra la fine degli anni ottanta e l'inizio degli anni novanta, divenendo poi uno scout dei Minnesota Wild; i nipoti Louie Nanne, Tyler Nanne (figli di Marty) e Vinni Lettieri (avuto dalla figlia di Nanne, Michelle, col calciatore Tino Lettieri) sono tutti giocatori.